# Drew Gordon
Drew Edward Gordon (San José, California; 12 de julio de 1990-Portland, Oregón; 30 de mayo de 2024) fue un jugador de baloncesto estadounidense, con paso por varios equipos del mundo y que llegó a disputar una temporada en la NBA con los Philadelphia 76ers. Con 2,06 metros de estatura, jugaba en la posición de ala-pívot. Era hermano del también jugador de baloncesto Aaron Gordon.

## Trayectoria deportiva

### Universidad
En 2007, Gordon decide jugar con los Bruins de UCLA, dirigidos por Ben Howland, dejando atrás otras ofertas de  North Carolina, Duke, Arizona, Washington y California. Jugó dos temporadas, en las que promedió 4,7 puntos y 3,7 rebotes por partido.
En 2009 deciden de mutuo acuerdo la universidad y el jugador convertirlo en transferible, eligiendo jugar con los Lobos de la Universidad de Nuevo México por encima de Notre Dame, San Diego State y UNLV. En dos temporadas con los Lobos promedió 13,4 puntos y 10,8 rebotes por partido, En su primera temporada fue incluido en el segundo mejor quinteto de la Mountain West Conference, y al año siguiente en el primero.

#### Estadísticas
| Año     | Equipo     | PJ  | PT | MPP  | %TC  | %3P   | %TL  | RPP  | APP | ROB | TPP | PPP  |
| ------- | ---------- | --- | -- | ---- | ---- | ----- | ---- | ---- | --- | --- | --- | ---- |
| 2008–09 | UCLA       | 34  | 0  | 10.9 | .565 | .000  | .500 | 3.4  | .2  | .5  | .4  | 3.6  |
| 2009–10 | UCLA       | 6   | 6  | 24.5 | .569 | .000  | .643 | 5.3  | .8  | .5  | 2.0 | 11.2 |
| 2010–11 | New Mexico | 26  | 19 | 28.0 | .527 | .000  | .678 | 10.5 | .6  | .5  | 1.3 | 13.0 |
| 2011–12 | New Mexico | 35  | 34 | 30.8 | .542 | 1.000 | .752 | 11.1 | 1.2 | 1.1 | 1.0 | 13.7 |
| Total   | Total      | 101 | 59 | 23.0 | .541 | .500  | .689 | 8.0  | .7  | .7  | 1.0 | 10.0 |

### Profesional
Tras no ser elegido en el Draft de la NBA de 2012, fichó por el KK Partizan de la liga serbia, con los que disputó la Euroliga y la Liga del Adriático, donde promedió 9,5 puntos y 5,0 rebotes por partido.
En abril de 2013 fichó por el Dinamo Basket Sassari de la liga italiana. Allí acabó la temporada promediando 11,6 puntos y 7,1 rebotes por partido. En verano fichó por el Bandırma Banvit turco, pero únicamente disputó 5 partidos en los que promedió 3,6 puntos y 3,0 rebotes, regresando en el mes de diciembre al Dinamo Sassari. Acabó la temporada promediando 9,0 puntos y 5,7 rebotes por encuentro.
En julio de 2014 se unió a los Philadelphia 76ers en la NBA Summer League, firmando con ellos en el mes de octubre. Sin embargo, fue despedido antes del comienzo de la temporada. Fichó entonces por los Delaware 87ers como jugador afiliado, volviendo a firmar con los Sixers pocos días después.
En la temporada 2020-21 comienza en las filas del BC Avtodor Saratov de la VTB United League, en el que promedia 8.7 puntos y 6.7 rebotes por partido. 
El 26 de enero de 2021, firma por el Lokomotiv Kuban de la VTB United League.
El 11 de agosto de 2021, firma por el BC Budivelnyk de la Superliga de Baloncesto de Ucrania.
El 6 de julio de 2022 fichó para el Rizing Zephyr Fukuoka de la B.League japonesa.
El 12 de julio de 2023, Gordon anunció su retiro del baloncesto profesional por redes sociales.

## Estadísticas de su carrera en la NBA

### Temporada regular
| Año     | Equipo       | PJ | PT | MPP | %TC  | %3P  | %TL  | RPP | APP | ROB | TPP | PPP |
| ------- | ------------ | -- | -- | --- | ---- | ---- | ---- | --- | --- | --- | --- | --- |
| 2014-15 | Philadelphia | 9  | 0  | 7.9 | .421 | .000 | .500 | 2.0 | .2  | .1  | .0  | 1.9 |
| Total   | Total        | 9  | 0  | 7.9 | .421 | .000 | .500 | 2.0 | .2  | .1  | .0  | 1.9 |

## Vida personal
Gordon era hijo de Ed Gordon y de Shelly Davis. Su padre, fue estrella de San Diego State y, según se informa, fue parte del equipo de fútbol de los New England Patriots como tight end, pero optó por seguir una carrera en el baloncesto.
Drew, siendo afroamericano, tenía parte nativa estadounidense a través de su tatarabuelo, que era un indio Osage de dos metros de altura.
El hermano pequeño de Drew, Aaron Gordon, es también jugador profesional de baloncesto. Su hermana, Elisabeth, jugó a nivel universitario para el equipo de baloncesto femenino de la Universidad de Harvard de 2010 a 2014.
El 30 de mayo de 2024 falleció a causa de un accidente automovilístico en la ciudad de Portland, estado de Oregón, a la edad de 33 años.